# Lioré et Olivier
Société de Constructions Aéronautiques d’hydravions Lioré-et-Olivier — ныне не существующая французская авиастроительная компания.

## История
Компания была основана в марте 1912 года Фернаном Лиоре и Анри Оливье. До начала Первой мировой войны эти пионеры французской авиации экспериментировали с монопланами собственной разработки, а затем занялись лицензионным производством военных самолётов Nieuport, Morane-Saulnier и Sopwith (в частности, они выпускали знаменитый «Сопвич-полуторастоечный»).
После войны компания вернулась к самостоятельному конструированию и выпуску авиатехники. В 1919 Lioré et Olivier была создана их первая летающая лодка, трёхмоторный биплан LeO H-6. В дальнейшем она снискала репутацию преимущественно как производитель гидропланов, хотя среди продукции было достаточно «сухопутной» техники, а наиболее известным стал средний бомбардировщик LeO 45.
Во время национализации 1936 года два её завода в Аржантёйе и Клиши-ла-Гаренн (вместе с предприятиями Romano, Potez, CAMS и SPCA) вошли в состав гособъединения SNCASE, а завод в Рошфоре — в SNCASO.

## Продукция фирмы

### Самолёты

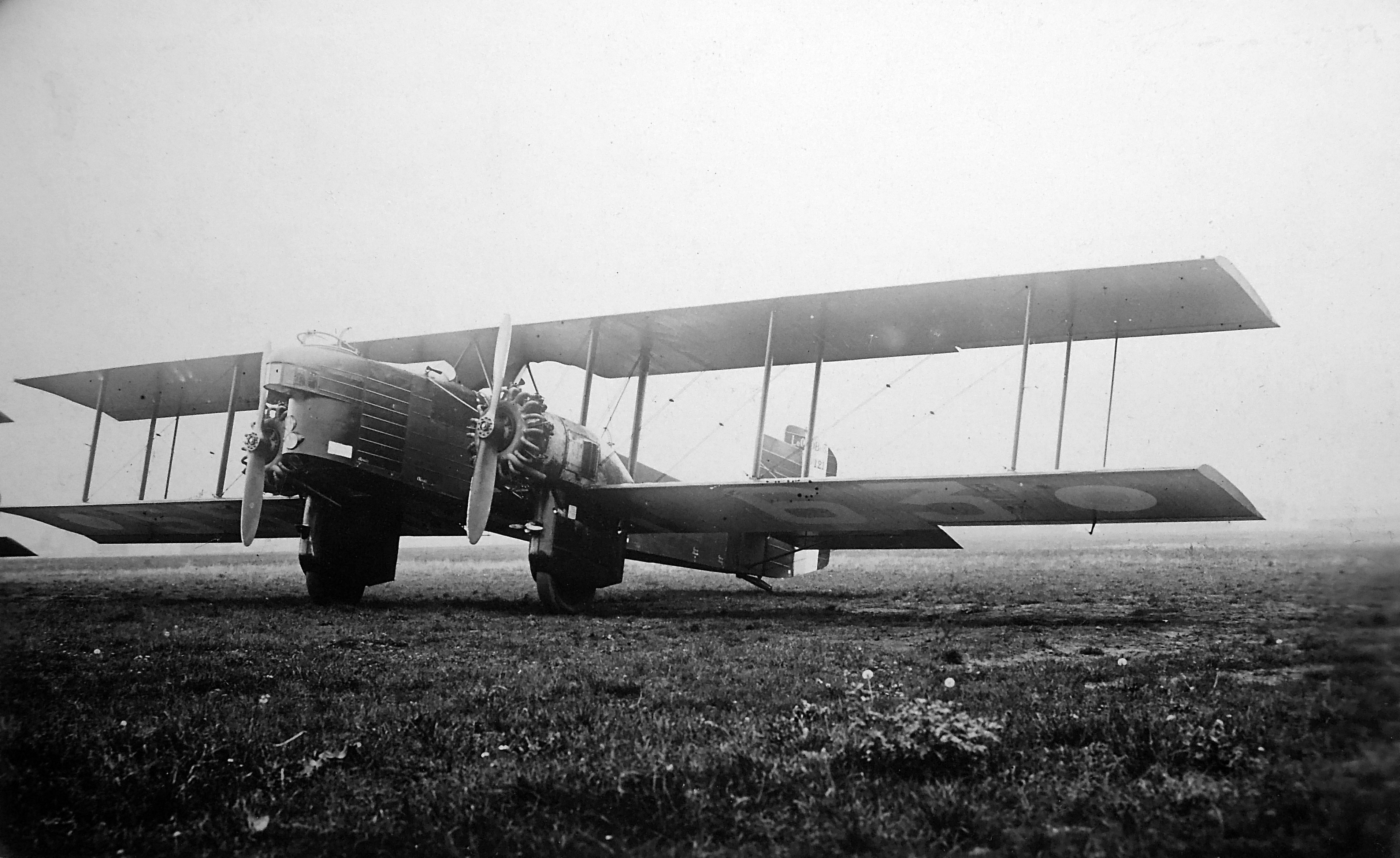
LeO 20

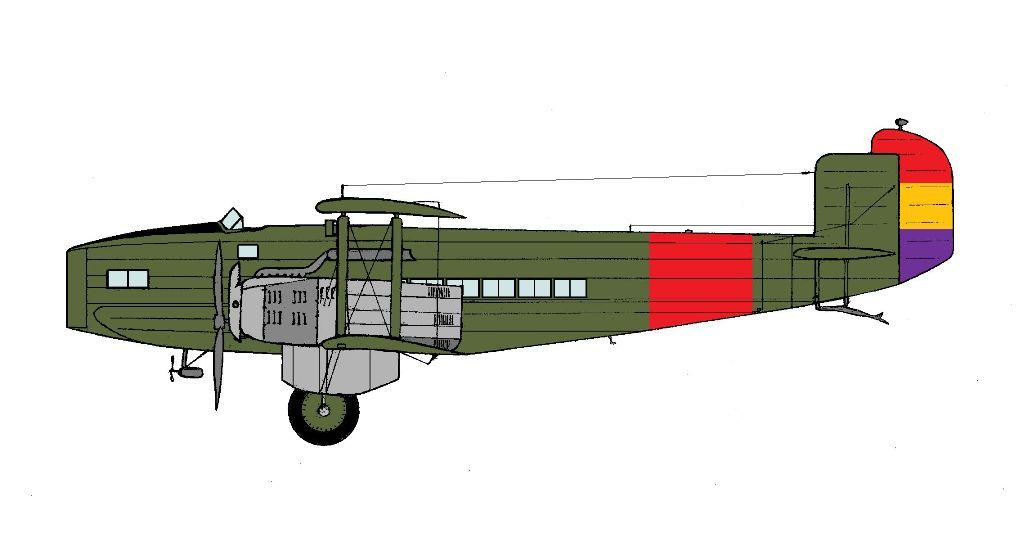
LeO 213 в цветах ВВС республиканской Испании

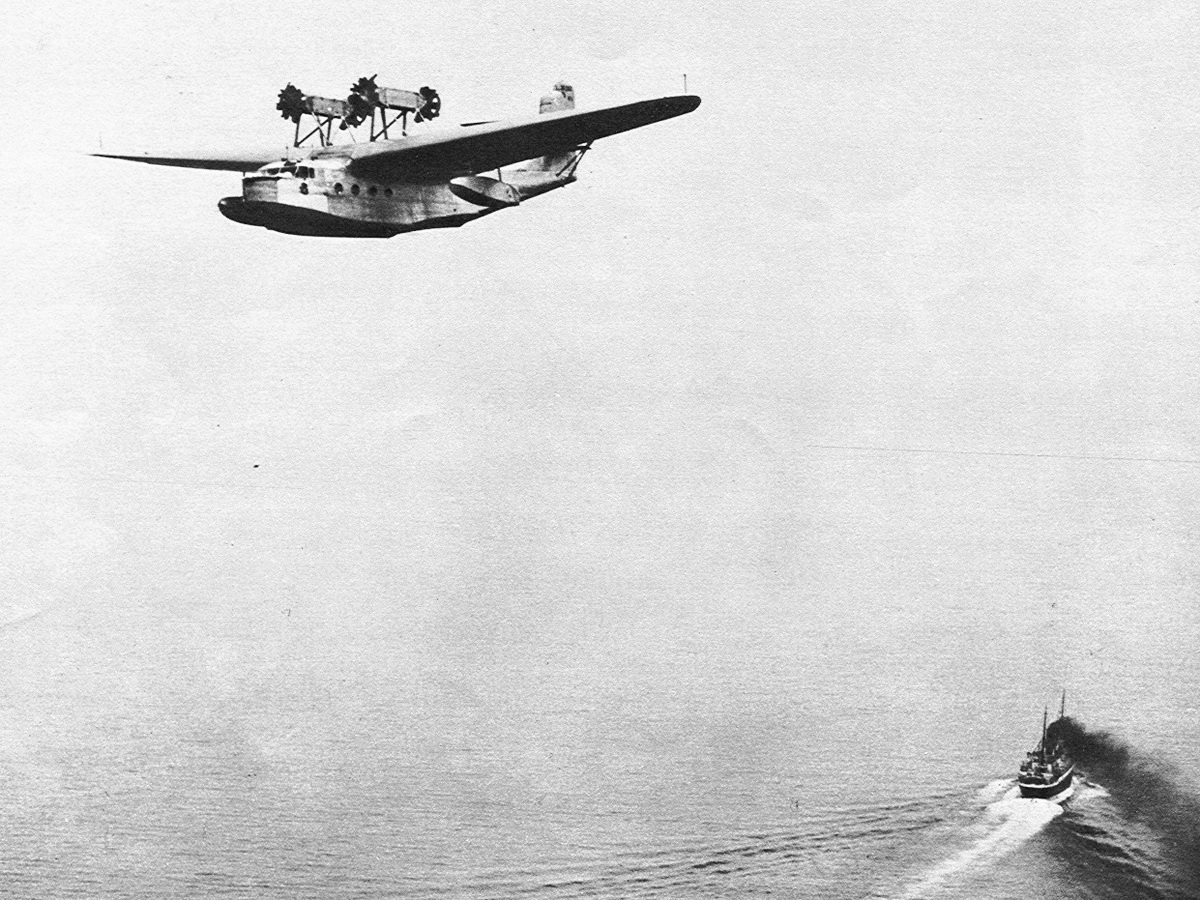
LeO H.242 на линии Air France Марсель-Тунис над побережьем Прованса

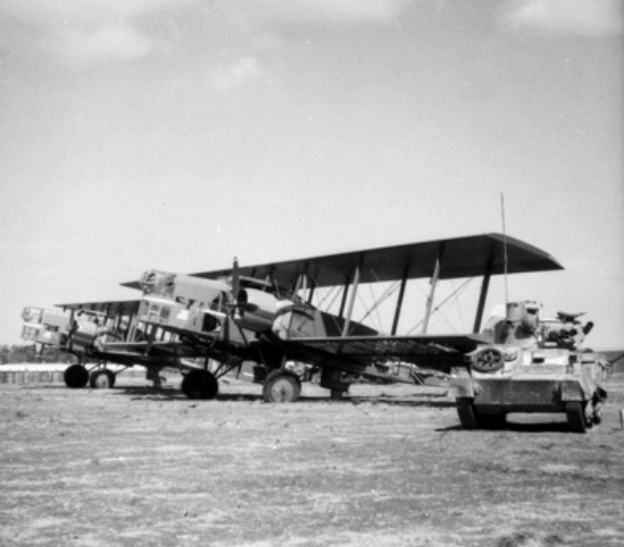
Два бомбардировщика LeO 25 в Алеппо.

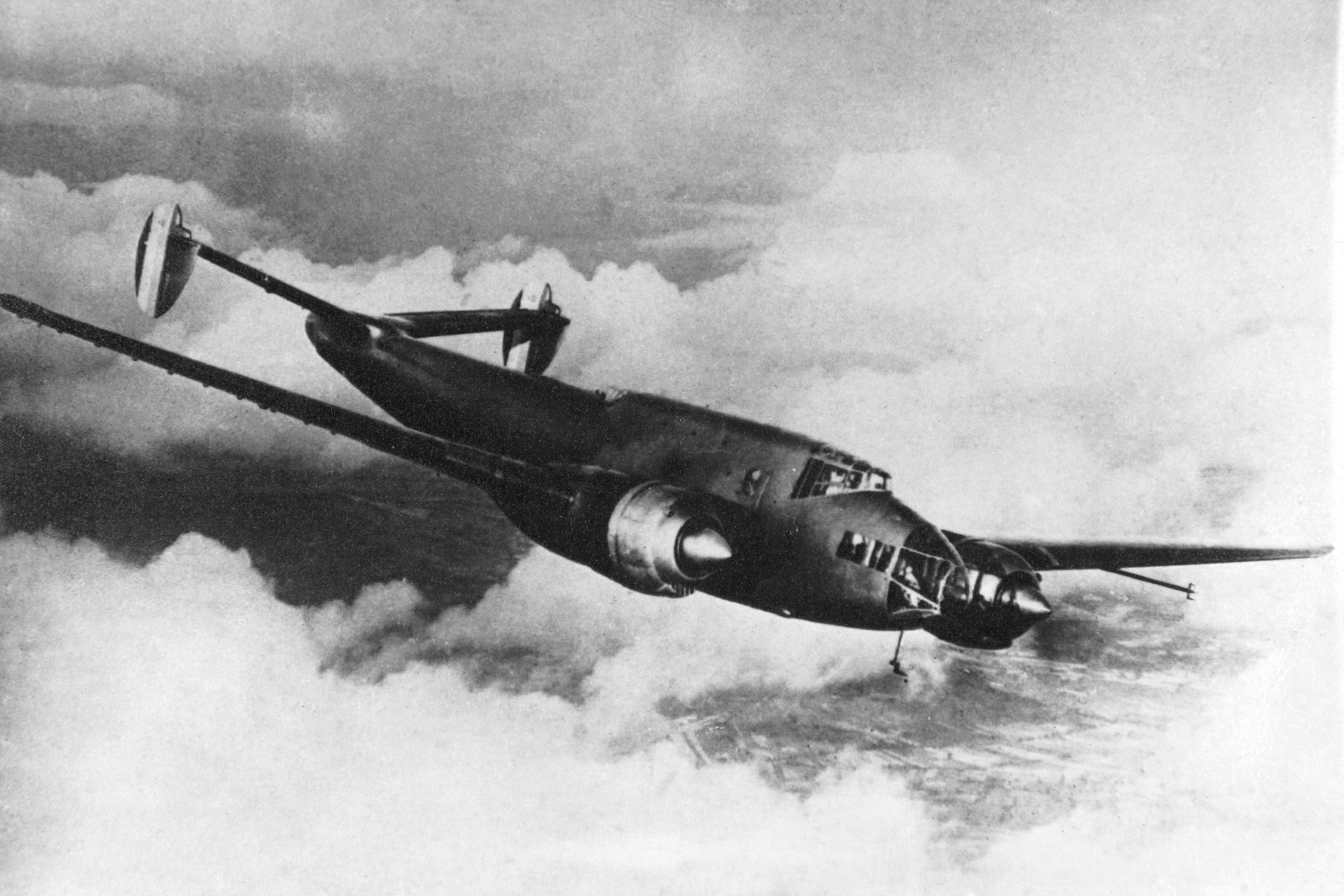
LeO 451

- Lioré et Olivier LeO 1: лицензионный Sopwith 1½ Strutter, произведено 595.
- Lioré et Olivier LeO 3:
- Lioré et Olivier LeO 4:
- Lioré et Olivier LeO 5 (1919) штурмовик, 1 прототип;
- Lioré et Olivier LeO 6 (1919) транспортная летающая лодка, 1 прототип;
- Lioré et Olivier LeO 7, 7/2, 7/3 (1922) эскортный истребитель на базе LeO 5 для ВВС и морской авиации, 12 экземпляров.
- Lioré et Olivier LeO 8 (1923) двухместный разведчик / ночной истребитель, 1 прототип;
- Lioré et Olivier LeO 9 (1923) истребитель-высокоплан, 1 прототип;
- Liore et Olivier H.10/11 (1923) двухместный разведывательный гидроплан, 1 прототип;
- Lioré et Olivier LeO 12/121…123 (1924) прототип ночного бомбардировщика, 4 экземпляра, в том числе переделки в авиалайнер и летающую лабораторию;
- Lioré et Olivier H.13/132/133/134/135/136/14 (1922) летающая лодка-биплан с различными вариантами силовой установки. Использовалась в авиации ВМС Франции, Польши и гражданскими авиакомпаниями; 53 экземпляра.
- Liore et Olivier H.15 (1926) транспортная летающая лодка, 1 прототип;
- Liore et Olivier H.18/180/181 (1928-29) учебная/пассажирская летающая лодка, 7 экземпляров.
- Liore et Oliver H.19/190/191…199 (1926) многоцелевая амфибия, 45 экземпляров;
- Lioré et Olivier LeO 20/201…208 (1927) развитие LeO 122: двухмоторный ночной бомбардировщик, 324 экземпляра;.
- Lioré et Olivier LeO 21/211…214 (1929) развитие LeO 20: авиалайнер (Air Union)/транспортный самолёт, 26 экземпляров, в том числе единичный санитарный 21S;
- Liore et Olivier H.22/221 (1931) учебная/почтовая амфибия, 2 экземпляра;
- Liore et Olivier H.23/232 (1930-32) патрульная летающая лодка, 6 экземпляров;
- Liore et Olivier H.24/H.241…246 (1933-39) транспортная летающая лодка, около 20 экземпляров;
- Lioré et Olivier LeO 25/252…259 (1928) развитие LeO 20, двухмоторный поплавковый бомбардировщик-торпедоносец, также небольшое количество с колёсным шасси для ВВС, 96 экземпляров, в т.ч для Бразилии и Румынии и рекордный H.255.
- Liore et Olivier H.27 (1934) прототип почтовой летающей лодки;
- Lioré et Olivier LeO 30:
- Lioré et Olivier LeO 40: Experimental biplane, 1932.
- Lioré et Olivier LeO 41: Experimental biplane, 1932.
- Liore et Olivier H.43 (1934) разведчик
- Lioré et Olivier LeO 45/451/453/455/456/458 (1938-57) средний бомбардировщик для ВВС и морской авиации, также послевоенные переделки под транспортник, 561 экземпляр;
- Liore et Olivier H.47/470 (1936) патрульная летающая лодка, 6 экземпляров;
- Lioré et Olivier LeO 48 (1941) экспериментальный двухмоторный среднеплан, 1 экземпляр;
- Liore et Olivier H.49 «Amphitrite» (1942) выпускалась как SNCASE SE.200, 2 экземпляра;
- Lioré et Olivier LeO 300/301 (1933-34) прототип тяжёлого бомбардировщика, 1 экземпляр;
- LeO 50 / SNCASE SE.100 (1939) двухместный истребитель, 1 прототип.

### Автожиры

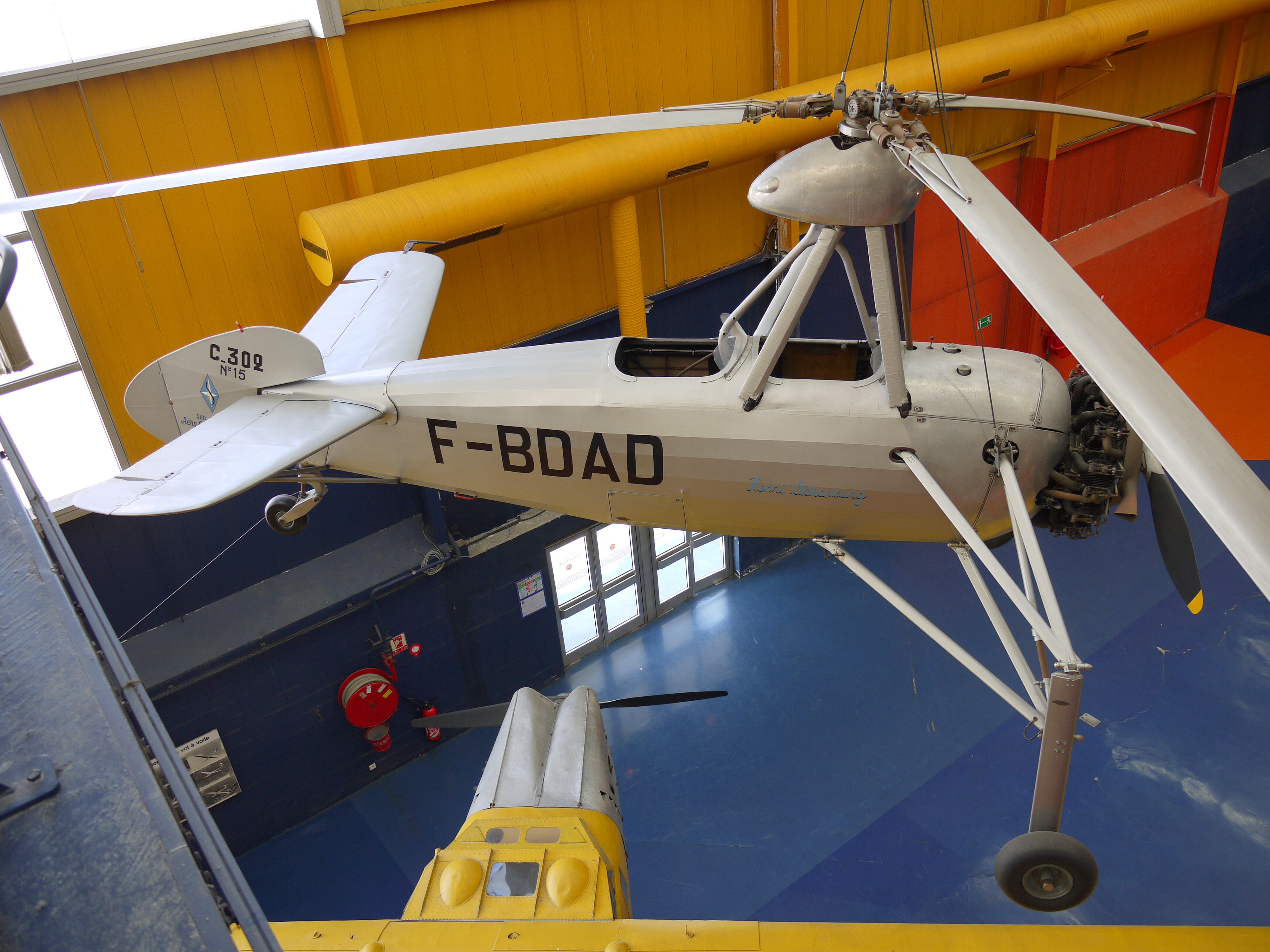
Автожир Léo C-302 (F-BDAD) в музее авиации Бурже

Получив лицензию у испанского изобретателя Хуана де ла Сьервы, компания Liore et Olivier с 1935 года выпускала автожир Cierva C.30 его конструкции под маркой LeO C-30, а также собственные разработки на его базе, LeO C-34. Всего было выпущено около 60 единиц.